# OPERA (experiment)

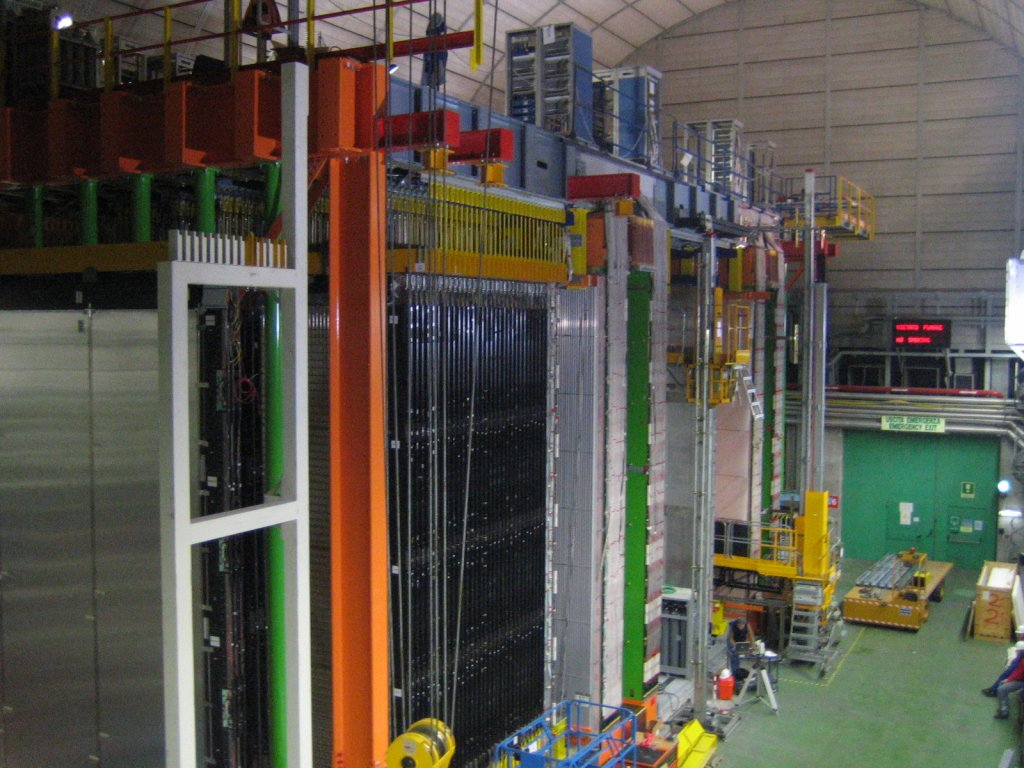
Detektor OPERA

Oscillation Project with Emulsion-tRacking Apparatus (OPERA - oscilační projekt s přístrojem s foto/sledovací emulzí) je experiment testující oscilace neutrin. Zachytává neutrina ze svazku mionových neutrin vyrobených v CERN Neutrinos to Gran Sasso (CNGS) na Super Proton Synchrotronu v CERNu v Ženevě a nasměrovaných do podzemní, 730 km vzdálené laboratoře Laboratori Nazionali del Gran Sasso (LNGS) v Gran Sasso ve střední Itálii.
OPERA a její neutrinový detektor se nachází v hale C LNGS a je zaměřena na detekci vzniku tauonových neutrin z oscilujících mionových neutrin během jejich tři milisekundy trvající cesty z Ženevy do Gran Sasso. Tauony, které jsou výsledkem interakce tau neutrin jsou pozorovány v "cihlách" desek s fotografickou emulzí. Přístroj obsahuje asi 150 000 cihel o celkové hmotnosti 1300 tun a je doplněn elektronickými detektory (trackery a spektrometery) a pomocnou infrastrukturou. . Jeho stavba byla dokončena na jaře 2008 a experiment je v současné době ve fázi interpretace naměřených dat. Během dalších měsíců vědci prověřovali všechna zařízení podílející se na experimentu.
31. května 2010 vědci z experimentu OPERA oznámili pozorování prvního kandidáta na tau neutrino v muon neutrinovém paprsku. V září 2011, OPERA oznámila detekci mionových neutrin rychlejších než světlo a vznesla žádost na jiné experimentální skupiny, aby se pokusily zopakovat výsledek pozorování, stejně jako aby se pokusily hledat libovolné experimentální chyby.
V únoru 2012 pak vědci oznámili, že objevili dvě závady na přístrojích pro časovou synchronizaci s GPS systémem. Jedna z těchto závad mohla způsobit, že byla naměřena vyšší rychlost než byla rychlost pohybu neutrin a druhá naopak, že naměřená rychlost byla nižší. Je otázkou, jaký byl současný vliv obou závad. Rozřešení snad přinesou experimenty jiných vědeckých skupin. 